# Kel Assouf
Kel Assouf es un grupo de blues rock tuareg formado en Bruselas. El líder del grupo es el músico tuareg Anana Harouna, proveniente de la región de Agadez, en Níger. El grupo se formó en 2006 en Bélgica, y mezcla la música tradicional tuareg con el rock, el blues y la música electrónica.

## Biografía
Kel Assouf fue creado por el músico nigerino Anana Harouna a su llegada en Bélgica en el 2006. Tras varios conciertos en Europa, en 2010 se publica su primer álbum Tin Hinane producido por Igloo Records y con la colaboración de músicos provenientes de Níger, Mauritania, Ghana, Francia, Mali y Argelia.
Un segundo álbum titulado Tikounen (Igloo Records/Sowarex) sale en 2016 con el tunecino Sofyann Ben Youssef (AMMAR 808) como productor artístico. El álbum tuvo una amplia promoción en diferentes medios especializados como TV5 Mundo, RFI, Francia Inter, etc. El grupo recibe en 2017 el premio al mejor álbum en la categoría Música del Mundo de los ctaves de la musique así como el premio Zinneke por su clip Europa.
En 2019 se publica su tercer álbum Black Tenere con el sello Glitterbeat Records. En 2020 Kel Assouf recibe de nuevo el premio al mejor álbum de Música del Mundo otorgado por los Octaves de la musique.

## Discografía
- 2010 : Tin Hinane (Igloo Records).
- 2016: Tikounen (Igloo Records / SOWAREX).
- 2019: Black Tenere (Glitterbeat).